# Vere Ponsonby

Vere Brabazon Ponsonby, 9.º conde de Bessborough, PC, GCMG (27 de octubre de 1880 – 10 de marzo de 1956) fue un empresario y político británico que fue Gobernador General de Canadá.

## Su vida
Ponsonby nació y se educó en Inglaterra, obteniendo un grado de Derecho en la Universidad de Cambridge. Ingresó a la política, siendo miembro del consejo del Condado de Londres antes de ser elegido miembro de la Cámara de los Comunes, en 1910.
Sirvió en el Ejército Británico durante la Primera Guerra Mundial alistándose como teniente segundo en los Royal Bucks Hussars, siendo transferido en 1914 con el mismo rango a los Suffolk Hussars, donde después fue hecho Capitán y temporalmente Mayor.
A la muerte de su abuelo, se convirtió en Conde de Bessborough, ocupando su escaño en la Cámara de los Lores hasta 1931. Ese año fue nombrado Gobernador General de Canadá por el rey Jorge V, siendo recomendado por el primer ministro británico, Ramsay MacDonald, para sustituir al conde de Willingdon y siendo él sustituido, en 1935, por Lord Tweedsmuir.
Lord Bessborough promovido intensamente las nuevas tecnologías de comunicación y ofreció apoyo a la población canadiense durante la Gran Depresión. Después del término de su mandato, regresó al Reino Unido, donde siguió dedicándose a los negocios y trabajando en el Ministerio de Asuntos Exteriores y en la Commonwealth hasta antes de su muerte en marzo de 1956.

## Títulos y estilos
- 27 de octubre de 1880 – 1903: Señor Vere Ponsonby.
- 1903 – 1906: Vere Ponsonby, esquire.
- 1906 – 1 de diciembre de 1920: Vizconde Duncannon.
- 1 de diciembre de 1920 – 4 de abril de 1931: El Muy Honorable Conde de Bessborough.
- 4 de abril de 1931 – 11 de diciembre de 1931: Su Excelencia el Muy Honorable Conde de Bessborough, Governador General y Comandante en Jefe de las Milicias y las Fuerzas of the Militia and Naval and Air Forces of Canada

- Datos: Q333245
- Multimedia: Vere Ponsonby, 9th Earl of Bessborough / Q333245